# Sclerochilus laptevi
Sclerochilus laptevi is een mosselkreeftjessoort uit de familie van de Bythocytheridae. De wetenschappelijke naam van de soort is voor het eerst geldig gepubliceerd in 2004 door Schornikov.